# Machinga
Machinga é um distrito do Malawi localizado na Região Sul. Sua capital é a cidade de Machinga.